# Пятнистая мухоловка
Пятнистая мухоловка (Ficedula henrici) — вид птиц из семейства мухоловковых. Подвидов не выделяют.

## Распространение
Эндемик Индонезии. Естественной средой обитания являются субтропические или тропические влажные равнинные леса.

## Описание
Длина тела 12—13 см. Небольшие тёмные мухоловки. Самец тёмно-синего цвета с чёрными лбом и лицом, белая полоса видна на верхней части лба и идёт до самых глаз создавая «брови».

## Биология
Рацион питания мало изучен, но включает мелких беспозвоночных.

## Охранный статус
МСОП присвоил виду охранный статус NT (ранее действовал охранный статус VU).